# Maurizio D’Angelo
Maurizio D’Angelo (* 29. September 1969) ist ein ehemaliger italienischer Fußballspieler und heutiger -trainer. Seine erfolgreichste Zeit hatte D’Angelo bei Chievo Verona, für den er in 15 Jahren 333 Ligaspiele bestritt.

## Karriere

### Als Spieler
D’Angelo begann seine Karriere zunächst als Amateurspieler bei Trissino und wechselte 1987 dann zu ASD Boca Ascesa, für die er 29 Spiele bestritt. 1988 wurde er von Chievo Verona, damals noch ein relativ unbekannter Provinzverein, verpflichtet, anschließend jedoch zunächst noch zweimal verliehen. 1991 kehrte er zu Chievo zurück und konnte sich einen Stammplatz erkämpfen, wurde später sogar zum Kapitän ernannt. Mit D’Angelo als Kapitän feierte Chievo zwei Aufstiege und spielte fortan in der Serie A.
Wie viele Spieler von Chievo auch, machte D’Angelo sein Debüt in der Serie A am 26. August 2001 bei einem überraschenden Auswärtssieg gegen die AC Florenz. 2002 verlor er seinen Stammplatz und seine Kapitänsbinde an Lorenzo D’Anna, galt aber weiterhin als wichtiger Ergänzungsspieler. 2003 verließ er Chievo nach zwölf Spielzeiten und wechselte zur damals noch in der Serie B spielenden SSC Neapel, für den er 15 Spiele bestritt. Bereits im selben Jahr kehrte er jedoch zu Chievo zurück und diente diesmal hauptsächlich als Co-Trainer. Sein letztes Profispiel bestritt er am 16. Mai 2004 gegen den FC Bologna, anschließend beendete er seine aktive Karriere.

### Als Trainer
Nach seinem Karriereende als Spieler blieb D’Angelo als Co-Trainer für den neuen Trainer Mario Beretta in der Saison 2004/05 bei Chievo Verona. Nach einem guten Start rutschte der Verein immer weiter in Richtung der Abstiegsplätze. Schließlich befand man sich drei Spieltage vor Schluss auf dem 18. Tabellenplatz, einem Abstiegsplatz. Beretta wurde entlassen und interimsweise durch D’Angelo ersetzt. Mit D’Angelo konnte man aus den letzten drei Spielen zwei Siege und ein Unentschieden holen und damit den Klassenerhalt erreichen.
Trotz seines guten Einstandes als Cheftrainer wurde D’Angelo wieder Co-Trainer in der folgenden Saison. 2006 war er als Scout für Chievo tätig, bevor er 2008 den Verein verließ und eine Stelle als Cheftrainer beim FC Südtirol antrat. Am 12. November 2008 wurde er nach enttäuschenden Ergebnissen entlassen.